# Roșu și Negru
A Roșu și Negru egy román rockegyüttes. 1963-ban alakultak Bukarestben, a zenekarvezető 2005-ig Alan Tudan volt.

## Albumok

### Kislemezek
- Leopardul / Cântecul pădurii / Cadranele (1971, EP, Electrecord)
- Oameni de zăpadă / Pastorală (1973, Electrecord)
- Pădurea l-a gonit / Copiii păcii (1975, Electrecord)
- Flori de timp / Vrei (1977, Electrecord)
- Alfabetul / Hai acasă (1986, Electrecord)

### Nagylemezek
- Puterea muzicii (1979, Electrecord, a Progresiv TM-mel közös lemez)
- Pseudofabulă (1984, Electrecord)
- Culori (1985, Electrecord)
- Semnul tău (1987, Electrecord)